# 摩诃婆罗多

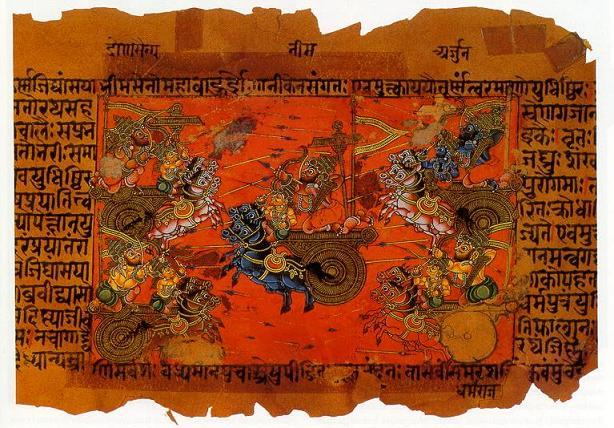
描繪俱盧之戰的手稿插圖。

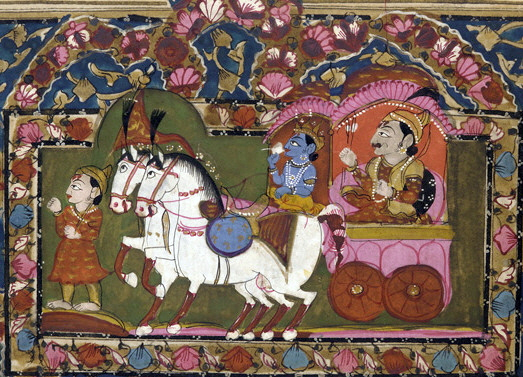
印度18至19世紀畫作：在馬戰車上馳騁於俱盧之野的黑天與阿周那。

《摩訶婆羅多》（拉丁字母轉寫：Mahābhāratam，發音：[məɦaːˈbʱaːrət̪əm]；/məhɑːˈbɑːrətə/），乃古印度两大著名梵文史詩之一，成書於公元前三世紀至公元五世紀之間，與另一經典《罗摩衍那》齊名。
《摩訶婆羅多》全长74,000颂（“输洛迦”，古印度常用的诗体单位，每颂两行32个音节），此外还有一些散文句，总共有180万个单词，是世界上第三长的史诗，是《罗摩衍那》的4倍。相当《伊利亚特》和《奥德赛》总合的10倍。世界上只有藏族的史诗《格萨尔王传》和吉尔吉斯族的史诗《玛纳斯》可以与之媲美，如果持续不断地念颂，需要两个星期才能念完。 
《摩訶婆羅多》对于印度的哲学和宗教有很重要的作用，其中第六章中的《薄伽梵歌》已经成为印度教的经典。
“摩訶婆羅多”意思是“偉大的婆羅多王後裔”，摩訶（Mahā）是偉大的意思，讲述的据说是创立印度王国的婆罗多王後裔的故事，在古代印度以口頭吟誦的方式創作流行，後來流傳到亞洲各國如印尼、柬埔寨、泰國、寮國、緬甸、斯里蘭卡等國度，是亞洲文化的遠古源頭之一。
根據印度民間說法，該史詩的原始作者為广博仙人，抄錄者為象頭神；但因此人可能源自传说，故現今無法考證；而原始故事則一直在民间流行，最早可以上溯到西元前八、九世紀。

## 影响
《摩诃婆罗多》对印度文化和印度教的影响非常大，正如《初篇》第五十六章最後一句所说：“这里有的东西，在所有地方都存在；这里没有的东西，任何地方都找不到。”德國語言學家洪堡曾無比推崇：「《摩訶婆羅多》的這個插話是最美的，或許也是我們所知一切文學中，唯一真正的哲學詩」。
《摩诃婆罗多》不仅仅是讲述一个故事，广博仙人在书中说，本书的目的是阐明人生的四个目标：爱、财、法和解脱，许多印度人相信，人生的最终目标是达到解脱，其中业和法在《摩诃婆罗多》中佔据了主要位置。
《摩诃婆罗多》中包括了大量的印度神话和哲学观念，有许多神灵和哲学寓言故事。

## 成书历史
《摩诃婆罗多》是经过很长时间逐渐积累成书的。早期以口頭吟誦的方式創作流傳，最早的证据显示在公元533年的抄本中已经收集了10万对对句，有20卷。最早的抄本可能追溯到公元前200年，所以可能在3到4世纪已经编成18卷本了，目前存在的是18卷本。
| 卷   | 卷目     | 章     | 内容                                                         |
| ---- | -------- | ------ | ------------------------------------------------------------ |
| 1    | 初篇     | 1-19   | 前言，王子们的诞生和成长。                                   |
| 2    | 大会篇   | 20-28  | 宫廷中的生活和游戏，般度家族被放逐。                         |
| 3    | 森林篇   | 29-44  | 在森林中被放逐的12年生活。                                   |
| 4    | 毗罗陀篇 | 45-48  | 被放逐期间在毗罗陀宫廷中的一年。                             |
| 5    | 斡旋篇   | 49-59  | 准备战斗。                                                   |
| 6    | 毗湿摩篇 | 60-64  | 战争的第一阶段，毗湿摩为俱卢族司令。薄伽梵歌出自此段。       |
| 7    | 德罗纳篇 | 65-72  | 战争的第二阶段，德罗纳指挥战斗。                             |
| 8    | 迦尔纳篇 | 73     | 战争的第三阶段，迦尔纳指挥战斗。                             |
| 9    | 沙利耶篇 | 74-77  | 战争的最后阶段，沙利耶指挥战斗。                             |
| 10   | 夜袭篇   | 78-80  | 马嘶等俱卢族残存的将领在夜晚突袭般度人，几乎将他们全部消灭。 |
| 11   | 妇女篇   | 81-85  | 甘陀利和其他妇女哀悼战死者。                                 |
| 12   | 和平篇   | 86-88  | 坚战加冕，毗湿摩对他进行指导。                               |
| 13   | 教诫篇   | 89-90  | 毗湿摩最后的指导。                                           |
| 14   | 马祭篇   | 91-92  | 坚战组织皇家庆典。                                           |
| 15   | 林居篇   | 93-95  | 持国、甘陀利和贡蒂到森林中去寻找仙人，最终死在森林中。       |
| 16   | 杵战篇   | 96     | 雅度人互相残杀，最终灭亡；黑天死去。                         |
| 17   | 远行篇   | 97     | 坚战和他的兄弟们死亡之路的第一阶段。                         |
| 18   | 升天篇   | 98     | 战死的所有人都回到天堂，成了天上的神祇。                     |
| 附篇 | 诃利世系 | 99-100 | 黑天的生平。                                                 |

第一卷还讲了镇群王举行蛇祭，解释了其中的动机，为什麽想要消灭所有的蛇和为什麽现在还有蛇存在。这个故事是一个独立的故事，可能是来自吠陀。

## 故事概要

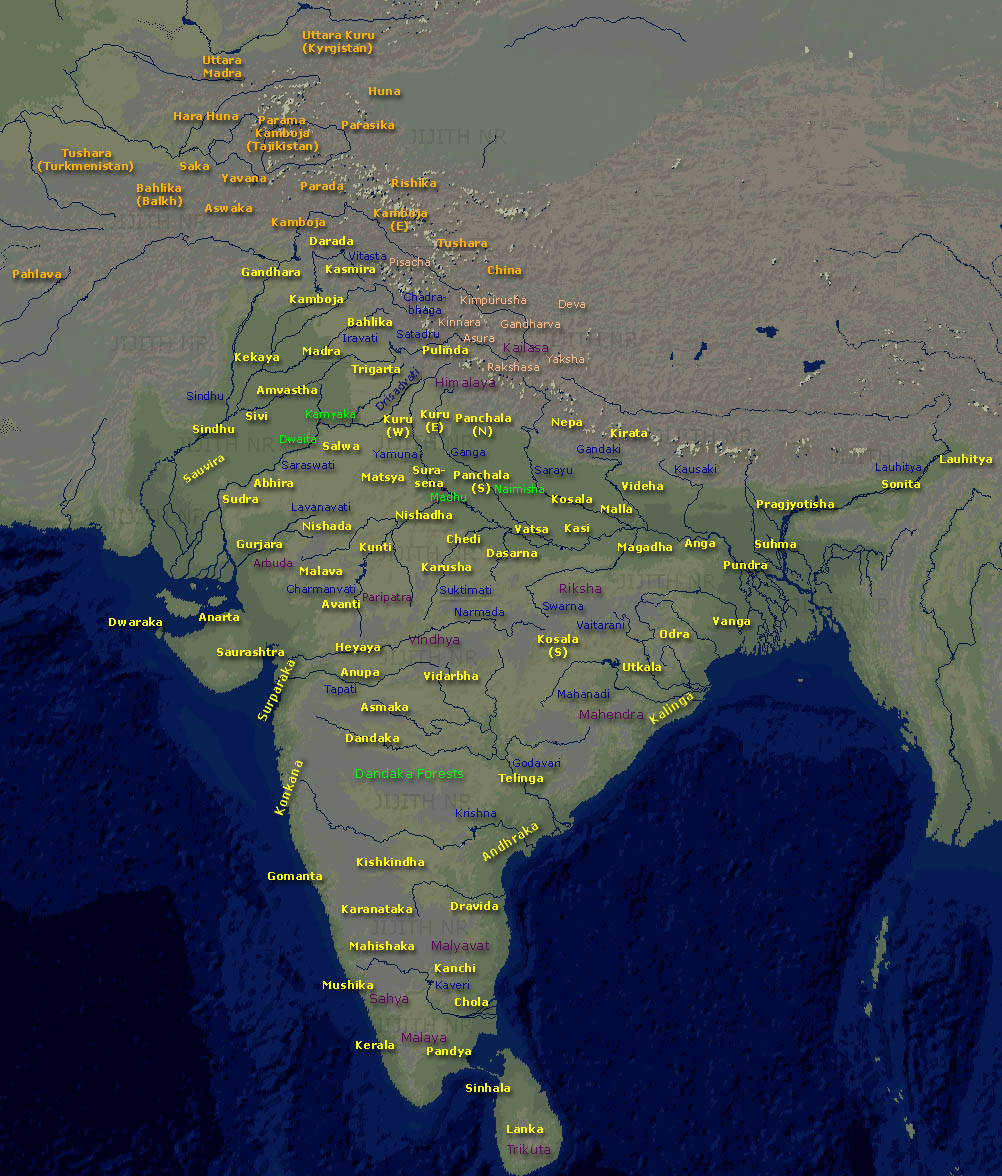
摩诃婆罗多和罗摩衍那时代的婆罗多王朝（印度王国）地图

故事主要讲俱卢家族的两兄弟，持国和般度的后代，为争夺王位进行的战斗，最终导致发生俱卢之野的大战。故事以黑天的死，王朝覆灭，般度家族的兄弟升入天堂为结尾。意味着印度历史上第四阶段黑铁时代的开始，这时人们失去尊贵的价值观，丧失了道德、勇敢和公正的行为。在摩诃婆罗多中，许多具有高尚道德的人为了自己的价值观和持国家族一起战斗，例如毗湿摩，发誓一直保护国王难敌，不管他的地位怎样变化，即便他知道最终会胜利的是般度家族。

### 作者
根据书中叙述，原书作者是当时王朝中的一位主要人物广博仙人叙述，由大自在天與雪山神女之子象头神群主写下来的。象头神提出的条件是叙述不能停止，广博仙人提出的条件是象头神必须明白他叙述的内容，在这种条件下一个说一个写完成这部著作，但是由于大量迅速的书写，象头神的神笔都用坏了，象头神折掉自己的右象牙继续书写完成。（故在印度神话中，象头神没有右牙）。

### 毗湿摩
象城的国王福身王和恒河女神生了一个英勇的儿子天誓。多年以后，福身王在行猎过程中遇到一个渔夫的女儿贞信，福身王与之坠入爱河。但渔夫提出条件，如果福身要和他的女儿结婚，必须让他女儿生的孩子继承王位。天誓为了孝顺父亲，发誓放弃王位继承权，并要一生独身。这样贞信的儿子就可以继承王位。天誓由此得到一个绰号：“宣可怕誓言者”，毗湿摩。

### 般度家族
可是贞信的儿子年轻时就去世了，因此由她的孙子接替王位。她的长孙持国双目失明，所以她的次孙般度即位为王。但国王被诅咒不能有孩子，因此般度放弃王位，到森林中召唤神灵，最后他的第一位王后贡蒂为他生了三个儿子：坚战、怖军和阿周那，第二位王后玛德利为他生了一对双胞胎儿子：无种和偕天。般度和玛德利在森林中去世，贡蒂和她的儿子们回到象城。但持国的儿子们，以难敌为首的俱卢家族成員敌视般度的儿子们。而般度的兒子們在教师德罗纳的教导下，都成长得非常出色，坚战是最有道德和最聪明的；阿周那是最勇敢的勇士；怖軍最强壮；无种和偕天出色的漂亮。
王子们成人后，举行了一次比赛，阿周那射箭获得第一，一位驾战车手的儿子迦尔纳不服气，要和阿周那决胜，却因地位低下被羞辱。难敌站出来称赞迦尔纳的勇武，认为勇士不是看出身，并当场封他为盎迦国的国王，从此迦尔纳成为难敌的亲信友人。

### 黑公主
难敌想要消灭般度家族，秘密给他们宫殿放火。但般度们已经预先接到警告逃跑，在逃亡过程中，阿周那遇到般遮罗国的黑公主并娶了她，回来见到母亲贡蒂说他带回一件珍贵的东西，贡蒂以为是食物或物品，要求阿周那与兄弟们分享，阿周那为了证明母亲是正确的，只好和兄弟们分享一个妻子。在逃亡的过程中，他们还遇到了黑天（毗湿奴神的化身之一），成为他们终生的战友。

### 难敌的诡计
难敌在他朋友迦尔纳的帮助下，东征西讨，征服了整个印度。但坚战被加冕成为皇帝。难敌非常生气，他的舅父沙恭尼认为他还鬥不过般度兄弟，因此出了一个主意：强迫持国王子邀请般度兄弟玩掷色子游戏，在过程中出老千赢了属於坚战的所有物品，包括他自己、和他兄弟们甚至黑公主。但持国等长辈们出面干涉，要他们归还一切。可是后来他们又玩了一次，坚战又输了，被要求放逐13年。

### 俱卢之野战争
般度兄弟们要求在放逐中，起码给他们5兄弟5个村庄，但被难敌拒绝了。黑天想为他们说和也失败了。战争已经不可避免，双方准备了大军在俱卢之野会战。双方都有许多盟国加入，据说中国（中天竺）也派兵加入难敌的俱卢家族一方。黑天为阿周那驾驶战车，阿周那看到叔公毗湿摩和自己的老师德罗纳由于要遵守自己的誓言都站在敌对的军队中，心中非常难过。黑天和他进行了一场对话，鼓励他要认清自己的责任，这部分就是著名的《薄伽梵歌》，后来成为印度教的经典。
经过了18天的残酷的战斗，最终只有般度兄弟们、毗湿摩和俱盧家族的几个老战士存活下来。

### 般度家族的结局
俱卢家族的母亲甘陀利，看到自己的儿子们全部死光，她诅咒黑天作为一位神，本来可以阻止这场战争，但他眼睁睁地看着自己的亲族毁灭。黑天接受这种诅咒36年，见证自己的雅度族因自相残杀灭绝后离开这个世界。般度们也感到厌倦，放弃所有一切，到喜马拉雅山去，在登山过程中一个一个的死去，到达天堂。只有坚战，曾经尽力试图阻止这场杀戮，最终肉身到达因陀罗天堂。
阿周那的孙子继绝接替王位，最后被蛇咬伤致死。继绝的儿子镇群非常愤怒，决定发动一个以蛇献祭的仪式，希望以此方法消灭所有的蛇。就是在这种献祭仪式上，镇群的长辈为他讲了这个全部的故事。

## 文化影響
在薄伽梵歌中，黑天和阿周那解釋他的責任是作為一個戰士和王子，用例子和類比，闡述了不同的瑜伽及吠檀多哲學。因此薄伽梵歌常被描述為印度哲學的簡明指南，也是務實、自足的生活指南。在近代，斯瓦米·維韋卡南達、巴尔·甘格达尔·提拉克、圣雄甘地等人用摩诃婆罗多來宣導印度独立运动。
摩诃婆罗多曾多次翻拍為電影：1965年的《摩诃婆罗多》是由印度導演Babubhai Mistry拍攝的印地語電影。1989年的《摩诃婆罗多》是由彼得·布魯克拍攝，電視版約六小時，後來剪輯了三小時的劇院版本，曾獲得1990年國際艾美獎的最佳影片。1988年的《摩诃婆罗多》是由印度導演Ravi Chopra拍攝的印地語電視劇，曾在英國的英國廣播公司旗下頻道於1991年播放，之後由香港的無綫電視翡翠台播放。2013年的《摩诃婆罗多》是由印度導演Amaan Khan拍攝的印地語電影，被列為是宝莱坞最貴的動畫電影。2015年將上映的《摩诃婆罗多》，是由Kamaleshwar Mukherjee導演的孟加拉语電影。
艾利希·馮·丹尼肯在1968年《諸神的戰車？未解之謎》書中引述《摩訶婆羅多》有「古爾卡乘著快速的維馬納，向敵方三個城市（哈拉帕、摩亨佐達羅、魯普納加爾）發射了天火，似有整個宇宙力，其亮度猶如萬個太陽，煙火柱滾升入天空，壯觀無比。」（Gurkha, flying a swift and powerful vimana (fast aircraft)hurled a single projectile (rocket)charged with the power of the Universe (nuclear device). An incandescent column of smoke and flame, as bright as ten thousand suns, rose with all its splendor.），以證明古印度曾有核戰，但《摩訶婆羅多》根本無此段文字。1991年，丹尼肯憑此書奪得首屆搞笑諾貝爾獎文學獎。

## 汉譯本
- 《摩訶婆羅多》黃寶生 譯，台灣貓頭鷹出版社2005年6月初版，ISBN 986-7415-44-2
- 《摩訶婆羅多》毗濕摩篇，黃寶生 譯，中國譯林出版社1999年6月初版，ISBN 7-80567-930-4
- 《摩訶婆羅多》全譯本（共六冊），黃寶生、金克木、趙國華、席必莊 等譯，中國社會科學出版社2005年12月初版，ISBN 7-5004-5246-2
- 《摩訶婆羅多》導讀，黃寶生 著，中國社會科學出版社2005年12月初版，ISBN 7-5004-5247-0